# Georg Friedrich Puchta
Georg Friedrich Puchta (Cadolzburg, 31 de agosto de 1798 - Berlim, 8 de janeiro de 1846) foi um jurista alemão. Integrante da Escola Histórica do Direito, é considerado o principal discípulo de Savigny, tendo substituído o mestre na cadeira de Direito romano na Universidade Humboldt de Berlim, além de ser considerado o fundador da Jurisprudência dos conceitos.

## Trabalhos
- 1828-1837 - Das Gewohnheitsrecht
- 1838 - Lehrbuch der Pandekien
- 1840 - Einleitung in as Recht der Kirche
- 1841-1847 - Kursus der Institutionen